# Swamimalai
Swamimalai é uma panchayat (vila) near Kumbakonam no distrito de Thanjavur, no estado indiano de Tamil Nadu.

## Geografia
Swamimalai está localizada a 10° 57′ N, 79° 20′ L. Tem uma altitude média de 25 metros (82 pés).

## Demografia
Segundo o censo de 2001,  Swamimalai  tinha uma população de 6985 habitantes. Os indivíduos do sexo masculino constituem 49% da população e os do sexo feminino 51%. Swamimalai tem uma taxa de literacia de 75%, superior à média nacional de 59.5%: a literacia no sexo masculino é de 80% e no sexo feminino é de 70%. Em Swamimalai, 11% da população está abaixo dos 6 anos de idade.